# أنتوني روبرتس
أنتوني روبرتس (بالإنجليزية: Anthony Roberts) هو سياسي أسترالي، ولد في 17 أبريل 1970 بسيدني في أستراليا. حزبياً، نشط في New South Wales Liberal Party ‏. في 2003 New South Wales state election ‏، انتخب عضو الجمعية التشريعية نيو ساوث ويلز عن دائرة Electoral district of Lane Cove ‏ (22 مارس 2003 – ).